# Wappen Grönlands

Wappen Grönlands

Das Wappen Grönlands zeigt auf einem blauen Schild einen Eisbären.

## Geschichte

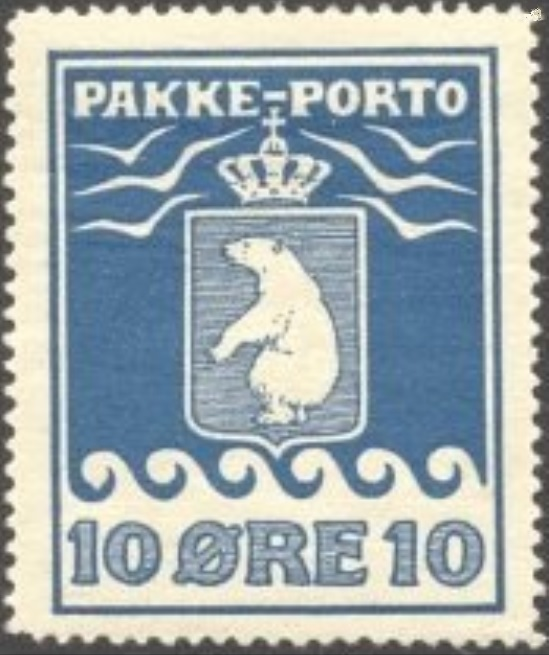
Wappen Grönlands auf einer dänischen Briefmarke aus dem Jahr 1905 (sitzender Eisbär ohne erhobene Tatze)

Dänemark-Norwegen hatte im Zweiten Nordischen Krieg mit Schweden von 1658 bis 1660 große Teile seines Gebiets verloren, was darin resultierte, dass das Wappen Dänemarks nun einige Freiflächen hatte. König Friedrich III. erinnerte sich deswegen an Grönland, das sein Reich vor hunderten Jahren einmal besiedelt hatte, und nahm den Eisbären 1666 als Symbol für den (faktisch nicht mehr bestehenden) Machtanspruch über Grönland in sein Wappen auf. Später verschwand der Eisbär wieder aus dem Wappen, gehört aber heute wieder zum Königswappen.
Als in den 1770er Jahren Den Kongelige Grønlandske Handel gegründet wurde, benutzte das Unternehmen ab 1776 einen Eisbären als Symbol für seine nach Grönland segelnden Handelsschiffe.
1820 übernahm König Friedrich VI. anlässlich der Trennung von Dänemark-Norwegen und den einhergehenden Verlusten im Wappen erneut den Eisbären für das dänische Wappen. Dabei wurde auch festgeschrieben, dass der Eisbär sitzt. Dasselbe Motiv wurde 1905 auf den von Gerhard Heilmann entworfenen ersten grönländischen Freimarken genutzt. In der Regierungszeit Christians X. (1912–1947) bürgerte sich ein, den Eisbären mit erhobener rechter Tatze darzustellen, wie es für heraldische Tiere üblich ist.
1968 wurde erstmals vorgeschlagen, dass Grönland ein eigenes Wappen bekommt. Grønlands Landsråd beauftragte den Künstler Jens Rosing mit der Erstellung eines Wappens, auf dem ein Eistaucher dargestellt ist, aber man war mit dem Entwurf nicht zufrieden und der Plan eines grönländischen Wappens wurde vorerst wieder verworfen. Mit Einführung der Hjemmestyre im Jahr 1979 wuchs der Bedarf eines grönländischen Wappens wieder. In Absprache mit dem Rigsarkivet wurde die Darstellung eines neuen Wappens, diesmal mit Eisbären, festgelegt. Am 24. Februar 1987 wurde das Wappen offiziell anerkannt und erstmals blasoniert. Dabei wurde festgeschrieben, dass der Eisbär sitzt, Klauen, Zähne und eine Zunge hat und zudem entgegen heraldischer Tradition die linke Tatze hebt. Dies war ein Wunsch der grönländischen Regierung, da Eisbären gemäß grönländischer Tradition immer mit der linken Tatze angreifen.